# Yukinori Miyabe
Yukinori Miyabe, född 18 juli 1968 i Tokyo, Japan, död 7 mars 2017 i Tokyo, var en japansk skridskoåkare.
Han tog OS-brons på herrarnas 1 000 meter i samband med de olympiska skridskotävlingarna 1992 i Albertville.